# Zlobno oko
Za zlobno oko verjamejo, da gre za v sile nadnaravnega, ki obstajajo že tisočletja. Strah pred zavistjo in uroki ni prisoten le v mediteranskem, arabskem, perzijskem in indijskem okolju, gre za globalni pojav. Delovanje zlobnega očesa so si želeli razložiti že v antiki, aktualno pa ostaja v različnih kulturnih in geografskih okoljih tudi danes. To priljubljeno verovanje v urok, ki povzroči neko obliko škode, je bilo znano že v Mezopotamiji in starem Egiptu, na Bližnjem vzhodu in v zahodnih državah, od Afrike do Indije, na Kitajskem in pri severno ameriških Indijancih in v Južni Ameriki. Ideja se pojavi večkrat tudi v prevodih Stare zaveze.
Zlobno oko je znano tudi v arabščini kot ayn al-ḥasūd (عين الحسود zavistno oko), v hebrejščini kot áyin HA-rá (עַיִן הָרַע), v aramejščini kot Ayna bisha (ܒܝܼܫܵܐ ܥܲܝܢܵܐ) v kurdščinii caw e zar (oko zla / bolezni), v perzijščini kot chashm zakhm (چشم زخم oko, ki povzroča poškodbe) ali chashm e slab (slabo oko), v turšščini kot Nazar (iz arabske نظر Nadhar, kar pomeni, videnje ali slab vid), podobno kot v hindustanski in punjabski besedi Nazar ali Boori Nazar (slab izgled), v amharščini buda, v paštu cheshim mora in tudi Nazar, v grščini to máti (το μάτι), v albanščini kot syni keq (ali syri i keq), v romunščini kot "deochi", v španščini kot mal de ojo, v italijanščini malocchio, v portugalščini mau-olhado ("kar daje zlo / bolnega pogled"), v švedščini kot ge onda ögat (dati zloben pogled), in na Havajih znana kot stink eye ali maka pilau in pomeni gnile oči.
Za zaščito pred negativnimi vplivi še danes prodajajo različne talismane (na primer nazar v Turčiji), pogosto pa za varovanje pred zlim očesom uporabljajo tudi izreke in molitve. Mnogo turistov prinese iz Turčije spominke značilne modre barve, ki spominjajo na modro oko.
Apotropejsko moč, da odganja nesrečo, varuje ima pri nekaterih narodih v Zahodni Aziji tudi Hamsa, tudi khamsa ali hamesh, ki pomeni "pet", in se nanaša na prste roke. V judovski kulturi se Hamsa imenuje roka Marije, v nekaterih muslimanskih kulturah pa roka Fatime.